# Elisabeth Huber (Politikerin)
Elisabeth Huber (* 10. Oktober 1990 in Schwarzach im Pongau) ist eine österreichische Politikerin der Österreichischen Volkspartei (ÖVP). Von Juni 2018 bis Juni 2023 war sie Abgeordnete zum Salzburger Landtag.

## Leben

### Ausbildung und Beruf
Elisabeth Huber besuchte nach der Volks- und Hauptschule in Schwarzach im Pongau die Handelsakademie in St. Johann im Pongau, wo sie 2010 maturierte. Anschließend begann sie ein Studium der Rechtswissenschaften und Wirtschaft an der Universität Salzburg.
2012 übernahm sie die Betriebsführung des elterlichen landwirtschaftlichen Betriebes, seit 2014 ist sie Assistentin der Geschäftsleitung des Maschinenrings Salzburg in St. Johann im Pongau. Von 2012 bis 2016 fungierte sie als Landesleiterin der Landjugend Salzburg, deren stellvertretende Landesleiterin sie zuvor 2011/12 war.

### Politik
Elisabeth Huber ist seit 2014 Mitglied der Gemeindevertretung in St. Veit im Pongau, seit 2016 ist sie Mitglied des Bezirksparteivorstands der ÖVP im Pongau und Mitglied des Landesvorstands des Salzburger Bauernbundes.
Nach der Landtagswahl in Salzburg 2018 wurde sie am 13. Juni 2018 in der konstituierenden Landtagssitzung der 16. Gesetzgebungsperiode als Abgeordnete zum Salzburger Landtag angelobt. Nach der Landtagswahl in Salzburg 2023 schied sie im Juni 2023 aus dem Landtag aus.